# هنوشتا
هنوشتا (به لاتین: Hnúšťa) یک شهرک با جمعیت ۷٬۵۱۳ نفر که در Rimavská Sobota District، اسلواکی واقع شده‌است.